# Metro de Santiago de Xile
El metro de Santiago del Xile és el sistema ferroviari metropolità més ampli d'Amèrica del Sud i el quart més gran d'Amèrica per nombre de passatgers transportats després de Nova York, Ciutats del Mèxic i São Paulo.
És una xarxa de sis línies en funcionament el 2018 per una total de 99 estacions. El 2016 la xarxa va transportar 670 milions de passatgers, amb una mitjana al voltant de 2,4 milions de passatgers al dia.

## Història i projectes
El metro va ser inaugurat el 1975 però el seu pla original és del 1944; les obres van començar el 1968.
El pla original era de 5 línies, de seguida en va ser afegida una sisena.

## Línies
- Línia 1, entre San Pablo i Los Dominicos. Ha estat la primera línia a ser construïda, la primera part va ser efectivament inaugurada el 1975 però el trajecte final cap a Los Dominicos es va completar el 2010. La línia, identificada amb el color vermell, mesura 20 km i compta amb 27 estacions, generalment el temps de recorregut és al voltant 30 minuts i és la més utilitzada de la ciutat, el 49% dels viatges efectivament s'efectuen sobre la línia 1 que recorre l'eix econòmic de Santiago.
- Línia 2, entre Vespucio Norte i La Cisterna. Travessa la ciutat de Nord a Sud recorrent 20,6 km i travessant 22 estacions, és identificada del color groc. Al contrari de la línia 1, la línia 2 lliga sobretot les àrees residencials de la ciutat amb el centre. Des del 2009 ha estat introduït en les hores punta el sistema "express" amb trens de la "ruta vermella" i trens de la "ruta groga", que només s'aturen en les estacions del mateix color, generalment s'alternen estacions "verdes" i "vermelles", sobre la línia hi ha a més 7 estacions on s'aturen tots els trens.
- La Línia 3, entre Los Libertadores (Quilicura) i La Reina. Es va inaugurar el 22 de gener de 2019 i és la segona línia moderna després de la línia 6 inaugurada en el 2017.
- La Línia 4, entre Tobalaba (Providencia) i Puente Alto, al sud. Va ser inaugurada pel primer trajecte el 2005, és la segona línia més llarga de la xarxa amb 24,7 km, i 23 estacions i és identificada amb el color blau. El 2007 ha estat activat sobre aquesta línia per primera vegada el sistema express, utilitzat després també sobre les línies 2 i 5, aquest sistema permet estalviar al voltant de 10 minuts en les hores punta dels quaranta necessaris generalment a recórrer la línia sencera.
  - Línia 4A, entre La Cisterna i Vicuna Mackenna. Identificada amb el color blau és en realitat una bifurcació de la línia 4, la més curta de la xarxa.
- Línia 5, entre Pudahuel i La Florida. Va ser oberta el 1997 i el 2011 es va obrir el darrer tram fins Plaza de Maipù. És la línia més llarga, al voltant de 30 km, i 30 estacions. També aquesta línia, que travessa el centre històric de Santiago i permet el canvi a l'estació de Baquedano, compta amb el sistema "express" en les hores de punta.
- Línia 6, entre Cerrillos i Los Leones. Es va inaugurar el 2 novembre de 2017

## Cultura i art
Des del seu inici el Metro de Santiago s'ha interessat en la promoció de l'art i de la cultura. Formen part d'aquest àmbit les iniciatives Bibliometro, que consisteix en el préstec de llibres en les estacions del metro, la promoció d'esdeveniments culturals a través dels panells de MetroCultura col·locats en la majoria de les estacions i altres activitats patrocinades per MetroArte. Algunes estacions a més incorporen a l'interior diverses obres d'art, com a exemple l'estació Universidad de Chile amb el mural "Memòria visual de un nación" de Mario Toral o l'obra "Verb Amèrica" de Roberto Matta instal·lada el 2008 en l'estació Quinta Normal.
En algunes estacions a més són presents alguns diorames que representen esdeveniments de la història del país.

## Projectes futurs
Es preveu que dins del 2022 la Línia 2 serà estesa des de l'estació La Cisterna a l'hospital El Pino, al llarg de l'avinguda Los Morros, mentre la línia 3 anirà des de l'estació de Los Libertadores a Plaza de Quilicura.
El 2026 s'inauguraran les línies 7, 8 i 9, així com l'extensió de la línia 4 a Bajos de Mena a Puente Alto.